# Edmund Cartwright
Edmund Cartwright, född 24 april 1743, död 30 oktober 1823, var en brittisk präst och uppfinnare. Han konstruerade en vävstol som kunde drivas av en ångmaskin. Politikern John Cartwright var hans bror.
Efter teologiska studier verkade Cartwright en tid som präst, men kom genom en tillfällighet på en idé att mekanisera vävningen vid tygtillverkning. 1785 tog han patent på sin mekaniska vävstol, och ägnade sig därefter på heltid åt textilindustrin. Den brittiska industrin fördes betydligt framåt tack vare Cartwrights alltmer fulländade vävstolar, men han fick ingen större del av de vinster som gjordes varken på vävstolen, eller en av honom 1789 patenterad ullkamningsmaskin. Parlamentet beslutade dock 1809 att utdela en belöning på 10.000 pund till Cartwright för den insats han gjort för Englands textilindustri.